# Serai Wangi (Peranap)
Serai Wangi is een bestuurslaag in het regentschap Indragiri Hulu van de provincie Riau, Indonesië. Serai Wangi telt 1090 inwoners (volkstelling 2010).